# Paleosol

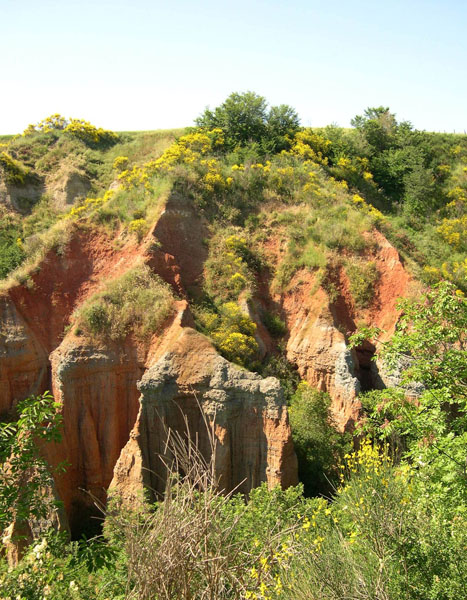
Seqüència de paleosol a Toscana, Itàlia

Paleosol, en geologia i paleontologia, es refereix a un sòl format en temps antics i preservat per l'acumulació de posteriors sediments, siguin aquests d'origen volcànic o no. Els paleosols es consideren sòls fòssils i, generalment, van ser formats en condicions edafològiques químiques i físiques que ja no es donen en l'actualitat sobre la zona en qüestió.
Pels canvis al llarg del temps dels climes a la Terra, els sòls formats en condicions tropicals exposats a una recent època d'aridesa poden passar a ser dels tipus oxisol, ultisol o fins i tot alfisol. En gran part d'Austràlia i especialment a l'Outback, aquest procés pot haver passat de manera extensa. Els paleosols així formats no són fèrtils. Tanmateix, hi pot haver gran bodiversitat biològica.
En altres parts d'Austràlia i d'Àfrica, el procés d'assecament pot no haver estat tan sever i els sòls no tan afectats i contenir suficient fòsfor i altres nutrients disponibles per a les plantes.